# Final Fantasy XIII-2
Final Fantasy XIII-2 (яп. ファイナルファンタジーXIII-2) — японська рольова гра, пряме продовження Final Fantasy XIII, а також частина підсерії Fabula Nova Crystallis Final Fantasy. Була розроблена Square Enix і tri-Ace для консолей PlayStation 3 і Xbox 360. Японська версія з'явилася в 2011 році, в 2012-му відбувся реліз для Північної Америки та Європи. З 11 грудня 2014 гра доступна і для Microsoft Windows.
Дія гри відбувається через три роки після подій Final Fantasy XIII, і розповідає історію подорожей Сери Фаррон в часі і просторі з метою відвернути кінець світу і знайти зниклу сестру, Блискавку.
Розробка Final Fantasy XIII-2 почалася в квітні 2010 року і велася силами першого виробничого відділу компанії протягом вісімнадцяти місяців, офіційний анонс відбувся в січні 2011 року. При виробництві автори прагнули виправити помилки, допущені в тринадцятій частині, а також зробити сетинг містичнішим і темнішим, порівняно з оригіналом. Гра удостоїлася в основному позитивних відгуків преси, критики хвалили графіку, відсутність лінійності, інноваційний геймплей, але при цьому негативно відгукувалися про сюжет. За перший тиждень після релізу в Японії було продано 524 000 копій, а світові продажі до березня 2012 року перевищили мільйонну позначку. У 2013 вийшло продовження під назвою Lightning Returns: Final Fantasy XIII, яке завершує сюжет попередніх частин.

## Ігровий процес
Final Fantasy XIII-2 продовжує використання бойової системи Command Synergy Battle і системи спеціалізацій-парадигм з Final Fantasy XIII. Новий елемент геймплею, Mog Clock, дає бонуси в битві залежно від того, як швидко гравець вступає в бій. Коли гравець атакує монстра чи зазнає нападу, він перемикається на поле бою, яке міститься прямо на локації, а не на окремому екрані. Ще одною новою функцією є парадигма Tune, який дозволяє гравцеві налаштувати як контрольовані штучним інтелектом члени партії будуть використовувати свої здібності в бою. Хоча гравець як і раніше управляє одним членом партії, через опцію Зміна лідера (Change Leader) можна перемкнутися на іншого персонажа. Якщо лідер партії перебуває в нокауті, лідерство перемикається автоматично. При загибелі всіх людських персонажів гра завершується.
Персонажі розвиваються через оновлену систему Кристарію і у них є рівні на відміну від попередньої гри, які зростають з просуванням Кристарієм. Кристарій кожного персонажа більше не має вигляду ярусів і включає в себе всі можливі парадигми на єдиному Кристарії, схожому на Сітку сфер з Final Fantasy X.
В бою зникла можливість використовувати ейдолонів, замість них можуть бути приручені монстри і використовуватися як члени партії. Одночасно можна використовувати до трьох монстрів. У монстрів є спеціальна шкала Дикості (Feral Link), яка заповнюється під час битви, і, коли доходить до кінця, гравець отримує можливість застосувати спеціальний удар. Також додалася функція вибору складності прямо під час битви. Нова форма ушкодження, рана (Wound Damage), знижує максимальну кількість HP персонажа під час бою і може бути вилікувана спеціальними предметами.
Кінематографічна Дія (Cinematic Action) використовується під час відеовставок, вимагає вчасного натискання на відповідні кнопки геймпада за відведений час і в разі успішного виконання дає переваги в бою і бонуси. Ще один новий елемент, Жива Дія (Live Trigger), дозволяє гравцеві вибрати варіант відповіді в розмові. Гравець може брати участь в бесідах з NPC та іншими персонажами, позначеними піктограмою хмарки. Була додана нова система мініігор, Часові Розломи (Temporal Rifts), де гравець повинен вирішувати різні головоломки.
Ще одним новим елементом геймплею є Перехрестя Історії (Historia Crux), через яке відбуваються переміщення в часі за допомогою Часових Брам (Time Gates). Брами активуються артефактами, схованими на локації, або отриманими від сюжетних персонажів. За допомогою Брам Ноель і Сера можуть повторити свої пригоди. «Матриця брам» показує схематичне зображення зв'язків між ними, поточне місцезнаходження гравця і доступні локації.
У кожного персонажа є чотири слоти для екіпіровки та максимальне навантаження, яке вони можуть нести. Монстри в партії можуть бути перейменовані і обладнані декоративними елементами. Монстри розвиваються за допомогою предметів, на відміну від людських персонажів, які використовують Crystogen Points. Гравці можуть купувати деякі з видів зброї, броні, предмети в продавця, Чоколіни (Chocolina), яку можна знайти на деяких локаціях.
В грі є альтернативні закінчення, які можна побачити, зробивши певний вибір на різних етапах гри.

## Сюжет

### Світ гри
Історія Final Fantasy XIII-2 глибше зачіпає міфологію підсерії Fabula Nova Crystallis Final Fantasy, фокусуючи увагу на богині Етро.
У результаті часткового руйнування Кокона наприкінці Final Fantasy XIII, його жителі на час дії Final Fantasy XIII-2 проживають на Гран Пульсі, і світ прийняв нову систему літочислення («AF» або «After Falling» — Після падіння). Протягом трьох років були створені нові міста і поселення. Фал'сі Кокона заснули, а фал'сі Пульсу втратили інтерес до людей. В пошуках Блискавки Сера і Ноель відвідують старі й нові місця на Пульсі і в Коконі.
Під час подорожей часом, деякі локації змінюються. Новою столицею стало місто Академія (Academia). Новий тимчасовий уряд перебуває у веденні Академії, групи науковців, яка бажає використати людські технології, щоб побудувати світ, який не залежить від фал'сі.
Блискавка після свого зникнення в епілозі до Final Fantasy XIII відкриває таємничий новий світ під назвою Вальгалла (Valhalla), царство хаосу наприкінці часу в віддаленому майбутньому, яким править богиня Етро. За словами внутрішньоігрових персонажів, там не існує смерті і часу в звичному розумінні, але життя через це також неповне.

### Персонажі
Ігрові персонажі:
- Сера Фаррон (англ. Serah Farron) — протагоністка й оповідачка. Вона молодша сестра Блискавки, наречена Сноу, і єдина, хто вірить, що Блискавка жива. Отримавши можливість бачити майбутнє, Сера подорожує з Ноелем, щоб знайти і врятувати свою сестру. Її зброєю є лук, який може перетворити на меч, хоча його справжньою формою є істота-помічник Мог.
- Ноель Крайсс (англ. Noel Kreiss) — другий протагоніст гри. Ноель родом із вмираючого світу в 700 AF, де він залишився останньою людиною. Після випадкової зустрічі з Блискавакою, він подорожує за її проханням в минуле, щоб знайти її сестру, Серу. З Серою він подорожує різними епохами, аби змінити майбутнє і врятувати Блискавку. Зі зброї має два мечі, які може об'єднувати в спис.

Тимчасові персонажі:
- Блискавка (англ. Lightning) — друга оповідачка гри. Після свого зникнення і потрапляння у Вальгаллу, Блискавка більше не вважається живою ніким, крім Сери. Насправді вона стала лицарем-захисником богині Етро у Вальгаллі, воюючи з Каїсом. Вона володіє ганблейдом (поєднання меча з вогнепальною зброєю).
- Саж Катцой (англ. Sazh Katzroy) — за Сажа можна грати після покупки DLC «Орел або решка», де він повинен врятувати сина, вигравши в казино. Пізніше він з'являється в Академії у 500 AF з сином, Дажем. Опинившись там, він допомагає Ноелю і Сері переслідувати Каїса в небі.
- Сноу Вільєс (англ. Snow Villiers) — наречений Сери. Сноу пообіцяв знайти Блискаву, щоб він і Сера змогли нарешті одружитися, але через рік зник сам. Він з'являється як гостьовий персонаж, неконтрольований гравцем, в локації Sunleth Waterscape в 300 AF. У DLC «Нескінченне поле бою (Perpetual Battlefield)» Сноу постає як босс у Колізеї.

Інші персонажі
- Каїс Балад (англ. Caius Ballad, яп. カイアス・バラッド Kaiasu Baraddo) — безсмертний страж пророчиці Юл, який переслідує Ноеля і Серу в їх подорожах. Він прагне вберегти Юл від її долі, вбивши богиню Етро і так знищивиши сам час. Каїс рівний за силою з Блискавкою, і бореться проти неї, оскільки вона намагається захистити богиню, а також Серу та Ноеля. Каїс має здатність використовувати силу хаосу і перетворюватися на дракона Бахамута Хаосу. Джерелом його сили є Серце Хаосу, колись отримане від Етро. Воно ж є ще одним способом вбити богиню, будучи буквально її власним серцем. Проте, Серце переходить до того, хто переможе його попереднього власника, отож вбити богиню через знищення Серця Каїс здатний лише в разі самогубства.
- Мог (англ. Mog) — мугл, помічник Сери та подарунок від Блискавки. Замість помпона на голові, традиційного для муглів, в Мога є сяючий кристал. Він носить з собою жезл з годинником і може перетворитися на зброю Сери. Мог допомагає в пошуках секретів.
- Хоуп Естейм (англ. Hope Estheim) — 24-річний молодий чоловік і лідер Академії, який досліджує всесвітню історію і шукає нове джерело енергії для Кокона за відсутності фал'сі. Він знає про подорожі Ноеля і Сери крізь час і допомагає їм в пошуках Блискавки. Змінами історії він хоче поліпшити світ і повернути дорогих йому людей.
- Паддра Нсу-Юл (англ. Paddra Nsu-Yeul) — молода пророчиця з Пульсу, наділена можливістю бачити майбутнє. Проте, взамін на пророчий дар, вона змушена помирати і знову народжуватися в наступному поколінні. Вона вже згадувалося раніше в Final Fantasy XIII, як автор четвертого і дев'ятого аналектів. За інформацією з книги Final Fantasy XIII-2 Fragments After Юл була першою людиною, створеною богом Ліндзеєм (Lindzei) з крові Етро, що пояснює її здібності.
- Аліса Зайдель (англ. Alyssa Zaidelle) — молода жінка, яка є членом Академії та довіреним помічником Хоупа. Вони працюють разом, щоб зрозуміти природу парадоксів і допомогти Ноелю і Сері в їх подорожах, щоб змінити майбутнє.
- NORA — друзі Сноу з повстанської організації NORA, яка діяла в Коконі під час Final Fantasy XIII. Потім стали вартовими в Новому Бодумі.
- Оерба Діа Ваніль і Оерба Юн Фанг — пара л'сі Пульсу, які допомагали Блискавці та іншим у порятунку Кокона. На час дії гри перебувають у вигляді кристалів в колоні, що підтримує Кокон.

### Історія
Вальгалла. Після зникнення Блискавки багато хто вважав, що вона померла, або кристалізувалася з Ваніллю і Фанг. Більш того, всі пам'ятали, що востаннє бачили її перед утворенням Раґнарьока, крім Сери. Після зникнення в темряві Блискавка пробудилася в Вальгаллі і увійшла в храм богині Етро, де стала її захисницею. У вступному відео, в храмі Етро, Блискавка отримує видіння про незнайомого юнака. Тим часом Каїс опускає мертву Юл у води Океану Хаосу, щоб вона могла переродитися для нового життя. Він викликає армію чудовиськ і кидає виклик Блискавці, вона ж протистоїть Каїсу з власною армією прикликаних монстрів і ейдлонов. Під час битви Блискавка бачить знайому постать, яка падає з неба. Вона впізнає юнака з видіння, Ноеля, та рятує його від падіння, але Каїс продовжує боротьбу. Блискавка просить Ноеля знайти Серу та допомогти їй досягти Вальгалли. Вона передає Ноелю Мога з проханням дати його Сері, Каїс тим часом викликає заклинання Метеор над храмом Етро. Блискавка показує Ноелю браму в інший час, а сама зникає під уламками храму.
Новий Бодум 3 AF. У Новому Бодомі 3 AF, Сері сниться битва Блискавки з Каїсом. Вона прокидається, бачить в небі метеор і помічає, що на ній з'явився новий одяг. З вулиці вона чує постріли, а вийшовши, бачить, що на селище нападають монстри. З'являється Ноель і передає Сері зброю, щоб оборонятися від чудовиськ. Його слова, що це подарунок від Блискавки, шокують Серу. Біля місця падіння метеорита Ноель розказує, що він прибув з 700 років у майбутньому, і що Блискавка чекає в місці під назвою Вальгалла, а метеорит є Часовою Брамою (англ. Time Gate). Він пропонує піти Сері до неї, але її друзі, члени NORA, налаштовані скептично. Наступного дня Ноель і Сера, з допомогою Мога, шукають навколо селища артефакт, який дозволить їм використовувати Браму.
Руїни Бреша 5 AF. Ноель і Сера подорожують через Перехрестя Історії (англ. Historia Crux) в Руїни Бреша (англ. Bresha) в Коконі у 5 AF. Вони б'ються з раптово розбудженим невидимим велетнем, пізніше з'ясувається, що це біомеханічна істота Атлас, створена Академією в майбутньому. Серу і Ноеля арештовують за перебування в забороненій зоні, але їх звільняє співробітник академії Аліса. Вона просить їх допомогти перемогти Атласа. Ноель і Сера перемагають його, що вирішує парадокс і відміняє спричинені велетнем руйнування. Вони знаходять могили загиблих тут при Чистці 5 років тому. Аліса розповідає, що єдина вижила тоді і тепер їй часто сниться власна смерть і переслідує відчуття, ніби світ навколо ілюзія.
Яшас 10 AF. Герої вирушають в гірський масив Яшас (англ. Yaschas Massif) в 10 AF, який перебуває у темряві через затемнення сонця. Ноель згадує, що за 500 років до свого часу, тобто, у 200 AF, з'явився фал'сі Фенрір і заблокував сонце. Вони зустрічаються з лідером академії, Хоупом, і старшою версією Аліси. Хоуп пояснює природу парадоксів — минуле і майбутнє поєднуються, переносячи чужорідні предмети, істот, і порушують хід історії. Герої дізнаються від Аліси про Паддра, націю провидців на чолі з пророчицею Юл, яка зникла ще до війни Кокона з Пульсом 680 років тому. Паддра побачили майбутнє, де їхня цивілізація загинула, що викликало паніку, в результаті якої почалася громадянська війна і відбулася пророкована загибель. З допомогою пристрою під назвою Диск Оракула (англ. Oracle Drive) вони записали видіння падіння Кокона і Блискавку в Вальгаллі, що тепер переглядають герої. Сера, Мог і Ноель проходять крізь Часову Браму, щоб розв'язати парадокс, який викликає затемнення, а також впливає на Диск Оракула, не даючи відтворити всі записи.
Оерба 200 AF. Їх заносить в Оербу 200 AF, після вирішення декількох парадоксів на них нападає Каїс в супроводі Юл. Каїс розказує, що є багато різних Юл в різних епохах, і що він прагне покарати мандрівників в часі. Юл зазначає, що зміни майбутнього відбиваються і на минулому. Вирішивши парадокс в Оербі, герої також вирішують парадокс в Яшасі.
Яшас 1X AF. Сера і Ноель прибувають в альтернативний варіант Яшасу 10 AF, позначений як 1X AF, де затемнення ніколи не відбувалося. Хоуп і Аліса все ще досліджують руїни, хоча не пам'ятають зустрічі з ними. Хоуп показує запис з Диску Оракула, який показує чіткі зображення Битви Каїса з Блискавкою в Вальгаллі і обвал кристального стовпа Кокона. Ноель зазначає, що він жив у світі, де Кокон вже впав, але це станеться через сотні років. Хоуп негайно береться за підготовку, щоб не допустити катастрофи чи хоча б мінімізувати збитки. Юл цієї епохи помирає на руках Каїса. Сера і Ноель опиняються в розломі між Брамами, відомому як Безодня, де Ноель розповідає легенду про богиню Етро, перш ніж повернутися в Перехрестя Історії.
Кокон 300 AF. Вони опиняються в колишньому заповіднику на Коконі в 300 AF, де знаходять Сноу, який бореться з монстром під назвою Королівська Спілість (англ. Royal Ripeness), утвореному з купи малих істот фланів (англ. flan), через що той швидко відновлюється після знищення. Після битви Ноель вимагає Сноу пояснити, чому він залишив Серу і тепер бореться в майбутньому. Сноу розповідає як Блискавка з'явився йому в сні, просячи захистити колону, і в свою чергу Фанг і Ваніль, а Королівська Спілість повільно руйнував колону. Звідкись з'являються все нові флани і герої вирушають на пошуки їхнього джерела.
Степи (невідомий рік). Вони опиняються в Архілтійських степах (англ. Archylte Steppe) в невідомому році, де допомагають групі місцевих мисливців. В степу знаходять істоту, яка збирає фланів і переправляє їх в 300 AF. Перемігши її, герої повертаються. Ноель сварить Сноу за його нерозсудливість, Сноу вибачається і починає розчинятися в повітрі через виправлення історії. Сера помічає мітку л'сі на руці Сноу, перш ніж він зникає.
Безодня. Ноель, Сера і Мог роблять перерву в Безодні. Ноель розказує про Юл: в кожному поколінні народжується дівчинка з тією самою зовнішністю і яку завжди називають Юл, оскільки це реінкарнації тієї самої людини.
Академія 400 AF. В підсумку вони опиняються в місті Академія в 400 AF, високорозвиненому місті Пульсу під контролем Протофал'сі, який перетворив усіх громадян у с'іт. Сера, Ноель і Мог натикаються на Каїса, який говорить їм, що вони зустрілися у вежі 200 років тому, і Ноель з Серою померли там, дізнавшись заборонену історію. Тепер, коли вони тут, живі і здорові, вони викликали парадокс. Сера, Ноель і Мог починають погоню, але бачать Юл, оточену сі'т. Юл вмирає, залишаючи їм артефакт для активації Брами. Герої вирушають в Башту Августа 200 AF, де Каїс напророчив їм смерть.
Башта Августа 200 AF. У башті вони виявляють, що персонал це штучні дублікати. Ноель розповідає, що разом з Каїсом був охоронцем Юл, але Каїс потім полишив їх. Ноель не зміг вберегти пророчицю і після її смерті з'явився портал, через який він потрапив у Вальгаллу до Блискавки. Дублікат Аліси показує заборонений історію з року 13 AF. Протягом цього часу Вежа Августа була побудована як частина проекту «Протофал'сі», плану Хоупа щодо відновлення левітації Кокона. Штучний інтелект вежі, кимось зламаний, вбив всіх, в тому числі Хоупа і Алісу. Після цього він побудував протофал'сі і створив дублікати для приховування різанини. Дублікат Аліси повідомляє, що за знання цього вони повинні померти. На верхньому поверсі герої зустрічають ту ж Юл, яку бачили в Оербі. Юл розказує, що Каїс безсмертний і знає всю історію. Вона також говорить, що зникнення Блискавки з Гран Пульсу була зумовлене зміною майбутнього і якщо Сера і Ноель продовжать вирішувати парадокси, минуле стане таким, яким Сера пам'ятає його. Герої стрибають у Браму, Юл бачить майбутнє, де всі щасливі і вмирає посміхаючись. Сера і Ноель опиняються в ядрі вежі та стикаються з протофал'сі Адамом, який і повинен їх убити. Герої розуміють, що він парадоксом спричинив побудову самого себе з 200AF в 13AF і відновлює своє функціонування, вносячи поправки в минуле після кожного разу як Сера і Ноель перемагають його. Врешті розлючена Сера кричить на Адама і її емоції виявляються такими сильними, що Хоуп бачить це через Диск Оракула. Тоді Протофал'сі зникає з історії, бо Хоуп відмовляється від планів його створення.
Академія 4XX AF. Герої опинилися в Академії в новій часовій лінії в 4XX AF (альтернативний 400 AF), де протофал'сі немає. Вони зустрічають Хоупа і Алісу, які використали капсулу часу, щоб потрапити до Академії в цей період без старіння. В 1X AF Хоуп почав «Новий проєкт Кокона», щоб створити новий Кокон після того як старий впаде. Побачивши конструкцію Тринадцятий Ковчег в майбутньому через Диску Оракула в 13 AF, він і Аліса увійшли в капсулу часу і прокинулися в Академії, щоб дізнатися, як Ковчег може левітувати. Для Нового Кокона Хоупу потрібно п'ять Гравітонних Ядер (Graviton Cores), схованих по всій часовій лінії. Сера і Ноель знаходять Гравітонні Ядра і віддають їх Хоупу з Алісою, які обіцяють зустрітися з ними через століття, коли підніметься Новий Кокон. Коли Сера і Ноель проходять крізь Браму, Аліса хитро посміхається, що помічає тільки Мог. Вона подумки говорить, що через сто років її не буде, бо вона сама парадокс. В Перехресті Історії Серу з Ноелем розносить в різні місця Безодні. Ноеля пронизує мечем Каїс, а Сера залишається одна без Мога. Сера зустрічає декількох різних Юл, які відкривають істини про переміщення часом. Етро зжалилася над героями і визволила їх зі стану кристалів, але цим спотворила час. Також з кожним переміщенням Сера наближає свою смерть. Раптово нападає Каїс, який розповідає, що Юл помирають через те, що зробила Етро. Каїс планує перетворити весь світ на Вальгаллу і так вберегти Юл від її долі, хоч це означає знищення самого часу, а отже і життя та смерті. Він пронизує Серу мечем і та опиняється в Новому Бодумі.
Світ сну. Сера розгублена, оскільки друзі говорять їй, що вона ніколи не вирушала в подорож і ніколи не чули про Ноеля. Також тут є Сноу, який нікуди не зникав і Блискавка. Сера вирішує, що це сон і отримує від сестри пропозицію залишатися в світі снів назавжди, але згадує, що реальна Блискавка бореться в Вальгаллі чекаючи її, і відмовляється. Ваніль і Фанг кажуть їй врятувати Ноеля з його сну і повертаються до свого звичного стану в вигляді кристалів. Сера знаходить Ноеля і стає свідком його бесіди з Каїсом і Юл. Каїс говорить, що має Серце Хаосу, яке є не чим іншим як серцем Етро. Якщо серце перестане битися, богиня помре і історія буде знищена. Сера витягає Ноеля зі сну і готова продовжити подорож, але Ноель не хоче цього, тому що тепер знає, чому Юл помирає — це стається кожен раз, коли пророчиця має видіння майбутнього кінця світу. Сера має таку ж здатність, тому теж знаходиться в небезпеці померти.
Новий Бодум 700 AF. Сера, Ноель і Мог потрапляють у пустельний Новий Бодум 700 AF. Вони зустрічають Блискавку, яка прийшла з Вальгалли і пояснює все, що відбулося з нею, і що замислив Каїс. Той намагається добитися падіння Кокона, душі загиблих попрямують у Вальгаллу крізь Браму Етро, яка відкриється широко як ніколи, що спричинить вивільнення хаосу з Валгалли. Хаос поглине весь світ, перетворивши його на місце, де часу, життя і смерті не існує, по суті другу Вальгаллу. Ноель розуміє, що Каїс робить це заради Юл, аби звільнити її від страждань і циклу смерті та відродження. Щоб запобігти цьому, Каїс повинен бути зупинений і в Вальгаллі і світі людей. Блискавка не може зробити це сама, вона потребує допомоги Сери і Ноеля. Вона каже їм, що якщо Новий Кокон вдасться зберегти в 500 AF, історію буде відновлено.
Академія 500 AF. Сера, Ноель і Мог проходять в Академію 500 AF, коли населення евакуйовано в Новий Кокон. Вони чують голос Юл, яка попереджає не воювати з Каїсом. Вони переслідують Каїса на літаку пілотованому Сажем. Хоуп хоче йти за ним, але Сера наполягає, що він повинен залишитися і захистити Ваніль, Фанг, і його новий Кокон. Сера, Ноель і Мог стрибають у відкритий портал до Вальгалли і стикаються з Каїсом. Вони перемогти його, але він як і раніше клянеться перервати цикл реінкарнацій Юл, знищивши Етро. Ноель намагається переконати Каїса в тому, що Юл не хоче, щоб світ був зруйнований, і що вона весь час поверталася з своєї волі, бо вона хотіла бути з ним. Каїс відповідає, що тоді Ноель повинен убити його і тоді Юл житиме. Коли він відмовляється, Каїс намагається спровокувати Ноеля, сказавши, що убив Блискавку, але Ноель переконаний, що той бреше. Каїс стверджує, що вже знає як все закінчиться і атакує Серу. Ноель захищає її і збирається вдарити Каїса мечем у серце, але зупиняється. Каїс, вражений рішучістю свого колишнього друга, говорить, що Ноель повинен тепер нести тягар «вічного парадоксу» і пронизує себе сам. З його смертю остаточний парадокс вирішений, часова лінія фіксується, Сера, Ноель і Мог повертаються в Гран Пульс в 500 AF перед зникненням Брами.
Саж видаляє Фанг і Ваніль з кристально стовпа старого Кокона і той падає, а новий, названий «Бунівельз (англ. Bhunivelze)», піднімається в небо.

### Закінчення
Канонічне закінчення:
Сера, Ноель і Мог повертаються з Вальгалли, але перемога недовга, Сера отримує нове видіння кінця світу і вмирає на руках Ноеля. Небо темніє і Мог падає, заявивши, що Етро не стало. Ноель згадує попередження Каїса з приводу Етро і серця Хаосу, розуміючи, що створив майбутнє, якого той і прагнув, власноручно вбивши богиню разом з Каїсом. Його задум звільнити хаос здійснився, тільки руками Ноеля.
Як показано в секретному ролику «Богиня мертва», дія якого відбувається між перемогою над Каїсом і смертю Сери, Каїс насправді живий і сидить на троні Етро, хоч вже і без Серця Хаосу. Він зловтішається з того як Сера і Ноель допомогли йому створити новий світ, де і він, і Юл звільнені від своїх проклять. Без Етро Хаос виривається у видимий світ.
В доповненні «Блискавка: Реквієм Богині», події якого відбуваються паралельно битві з Каїсом в Гран Пульсі, Блискавка б'ється з Каїсом у Вальгаллі. Після поразки вона чує голоси Юл, які повідомляють про загибель всіх провидиць, в тому числі і Сери, оскільки кінець світу фактично відбувся. Блискавка звинувачує себе в цьому, та її заспокоює дух Сери словами, що доля світу все ще в руках Блискавки. До трону Етро піднімаються сходи, Блискавка сідає на нього і стає кристалом. У пост-кредитній сцені вона прокидається у далекому майбутньому і стоїть посеред пустельної місцевості в світі, який досі існує.
Альтернативні закінчення:
- Гігантська помилка (англ. A Giant Mistake): на Пульсі почалася війна між прихильниками і противниками відродження фал'сі, через що зруйнувався стовп Кокона і той впав на Пульс. Це була війна, після якої в оригінальній історії народився Ноель. Сера і Ноель опиняються в пастці посеред битви і вирішують битися з Атласами, які оточують їх. У фіналі зброя Сери і Ноеля увіткнута в голову одного з велетнів, а їх самих ніде не видно.

- Дивовижний план шкодливого Мога з пирогом[16] (англ. Mischievous Mog's Marvelous Plan with Flan): жартівливе закінчення, де з'являється новий величезний монстр Королівська Спілість і проголошує себе королем всіх монстрів. Ноель і Сера, використовуючи магію, маскуються під монстрів, в той час як Мог допомагає їм приготувати отруєний пиріг як дар для короля монстрів. Ноель із Серою згадують які інгредієнти для цього потрібні, а Мог жаліється, що йому доводиться виконувати всю роботу за них.

- Правда Ванілі (англ. Vanille's Truth): у часі після війни Кокона з Пульсом, Сера і Ноель знаходять кристалізовану Ваніль в Оербі і обіцяють перед її статуєю знайти Фанг.

- Тестові об'єкти (англ. Test Subjects): Сера, Мог, і Ноель ув'язнюються протофал'сі Адамом у віртуальній реальності, де виконують його завдання. Після кожного завдання їхня пам'ять стирається, але інколи трапляються спогади про минуле. Адам роздумує чому так відбувається і сам себе запитує чи є у людей душа і, якщо є, чи не одної вона природи з часовими парадоксами.

- Майбутнє — це Хоуп (англ. The Future is Hope): Сноу з'являється в Академії 4XX AF з охороною, щоб арештувати Алісу, коли вона передає Сері та Ноелю артефакт для відкриття Брам. Оскільки Сноу з силою л'сі також подорожує часом, йому відомо дещо з майбутнього. Сноу попереджає Хоупа про його вбивство в майбутньому через три дні, яке матиме серйозні негативні наслідки, і каже Ноелю залишитися, щоб охороняти його. Наостанок Сноу заявляє, що терміново повинен побувати в тринадцяти інших часах і на Шиві вирушає разом з Серою назустріч новим пригодам.

- Під безчасовим небом (англ. Beneath a Timeless Sky): Сера, Ноель і Юл опиняються в пастці в Новому Бодумі в 700 AF і шукають вихід. Юл більше не може бачити майбутнє через руйнування лінії часу. Біля міста падає метеорит, як в 3 AF, і вони біжать його досліджувати.

- Доля і свобода (англ. Fate and Freedom): Сера залишається у вічному сні з Блискавкою, Сноу і членами NORA в Новому Бодумі, хоча розуміє, що не буде цілком щаслива без Ноеля і Мога, про яких залишилися тільки слабкі спогади. Також її лякає дзеркало в спальні, за яким, як їй здається, знаходиться інший світ.

- Спадкоємець Хаосу (англ. Heir to Chaos): Ноель успадковує Серце Хаосу від Каїса і заміняє його на посаді охоронця Етро. Так він стає безсмертним, готовий прийняти проблеми, які супроводжують вічне життя. В польоті крізь Перехрестя Історії він бачить в успадкованих спогадах Каїса Юл і Серу і вирішує врятувати їх від їхньої долі.

## Розробка
Чутки про створення сіквела з'явилися ще в січні 2010 року, коли художній керівник Ісаму Камікокуре сказав в інтерв'ю, що в ході виробництва оригінальної тринадцятої частини з неї з тих чи інших причин було вирізано досить багато контенту, настільки багато, що вистачило б на ще одну гру. У березні на можливість продовження натякнув продюсер Есінорі Кітасе, а в грудні художник Тецуя Номура опублікував малюнок Блискавки з підписом «Вона не повинна бути забута». Офіційний анонс відбувся на прес-конференції в Токіо 18 січня 2011, на якій був показаний відеоролик з Блискавкою в лицарських обладунках, яка протистоїть таємничій людині з пурпуровими волоссям. Кістяк команди розробників залишився колишнім, єдина відмінність полягала лише в тому, що деяку роботу взяла на себе студія tri-Ace, що займалася дизайном, створенням деяких концептуальних зображень і програмуванням..
2 червня на виставці Electronic Entertainment Expo з'явилися перші геймплейні скріншоти, які показували Серу в новому одязі і нового персонажа на ім'я Ноель. Наступного дня портал GameSpot опублікував ексклюзивний тизер, в якому були представлені інші персонажі і показані сцени битви. Також на виставці можна було зіграти в дві невеликі демо-версії: у першій гравець в команді з Серою і Ноелем бився проти гігантського боса Атласа, тоді як у другій під контролем перебувала Блискавка, яка бореться верхи на Одіні проти Ейдолона Багамута. Наступний, набагато більш докладний трейлер з'явився в серпні на заході Penny Arcade Expo в Сіетлі, де глядачі побачили ще більше геймплею і кат-сцени, які натякали на присутність в грі Хоупа. Два трейлера були випущені для виставки Tokyo Game Show, реліз в Японії, намічений на 15 січня, супроводжувався масштабною рекламною кампанією, в розкрутці брала участь японська співачка Юко Осіма з групи AKB48.
15 листопада 2011 вийшла 232-сторінкова книга Final Fantasy XIII-2 Fragments Before, в якій розкриваються факти про Кокон і Пульс після фіналу Final Fantasy XIII. 21 червня 2012 була випущена 242-сторінкова книга Final Fantasy XIII-2 Fragments After, яка пояснює незрозумілі і неявні елементи сюжету.
Для мобільних платформ гра стала доступною 25 вересня 2015 року. Як і у випадку з Final Fantasy XIII, гра забезпечується через хмарні обчислення.

## Оцінки й відгуки
| Агрегатор    | Оцінка                     |
| ------------ | -------------------------- |
| GameRankings | 79,41% (360) 79,08 % (PS3) |
| Metacritic   | 79/100 (360) 79/100 (PS3)  |

| Видання                      | Оцінка                    |
| ---------------------------- | ------------------------- |
| Edge                         | 5/10                      |
| Famitsu                      | 40/40                     |
| GameSpot                     | 7,5/10                    |
| GamesRadar+                  | 9/10                      |
| GameTrailers                 | 8,8/10                    |
| IGN                          | 8/10                      |
| Official Xbox Magazine (США) | 9/10 (англ.) 9,5/10 (іт.) |
| Игромания                    | 7,5/10                    |
| Страна игр                   | 8,0/10                    |

У жовтні 2011 року Final Fantasy XIII-2 вибилася в лідери найбільш очікуваних ігор за версією японського журналу «Famitsu», змінивши на цій позиції випущений довгобуд Final Fantasy Type-0. Головні японські журнали, присвячені ігровій індустрію, «Famitsu» і «Dengeki PlayStation», поставили грі максимальні можливі оцінки, зазначивши виправлення помилок попередньої частини і появу нових цікавих елементів.
Проте відгуки західних оглядачів розділилися, від украй негативних до позитивних. «Official Xbox Magazine» дав їй дев'ять балів з десяти, висловивши думку, що розробники зробили величезний крок вперед в порівнянні з попереднім досвідом, і тепер за долю серії можна не боятися.
Game Informer зупинився на восьми балах, похваливши інтерактивний геймплей, захопливі битви та інші нововведення, але негативно відгукнувся про сюжет.
«PlayStation: The Official Magazine» теж оцінив гру вісьмома балами. Сюжет, на їхню думку, вийшов досить зворушливим і здатним достукатися до серця будь-якого гравця, однак ігрова механіка не заслуговує похвали, оскільки виглядає злегка штучною.
За перший тиждень після релізу було продано 524 000 копій Final Fantasy XIII-2, це значно менше в порівнянні з оригінальною частиною, яка за той же часовий період мала продажі 1,5 млн копій. До кінця року було реалізовано 525 тисяч екземплярів гри, що дозволило їй зайняти місце в списку провідних японських бестселерів 2011 року.